# Quinta da Bacalhoa
La Quinta da Bacalhoa es una antigua propiedad de la Casa Real Portuguesa. La quinta, con el famoso Palacio de la Bacalhoa —también conocido como Palacio de los Albuquerques— se sitúa en Azeitão, más precisamente en la pequeña aldea de Vila Fresca de Azeitão. Es considerada la más hermosa de entre las quintas de la primera mitad del siglo XVI, que aún se conservan en Portugal.

## Historia
En el siglo XV perteneció, como quinta de recreo, a Juan de Portugal, infante de Portugal, hijo del rey Juan I. La heredó su hija, Beatriz de Portugal, casada con el segundo duque de Viseu y madre del rey Manuel I. Todavía se conservan los edificios, los muros con torreones rematados en cúpulas de gallones y también el gran estanque, todo ello mandadas construir por Beatriz de Aveiro.
Esta quinta fue vendida en 1528 a Brás de Albuquerque, hijo primogénito de Afonso de Albuquerque. El nuevo propietario, además de haber enriquecido las construcciones con bellos azulejos, mandó construir una armoniosa «casa de placer», junto al estanque, y dos robustos pabellones, juntos a los muros laterales. A finales del siglo XVI, la quinta formaba parte del mayorazgo perteneciente a Jerónimo Teles Barreto —descendiente de Afonso de Albuquerque. Este mayorazgo —en el que estaba incluida la Quinta de la Bacalhoa— sería heredado por su hermana, Maria Mendonza de Albuquerque, casada con Jerónimo Manuel —de la Casa de Atalaia— conocido por el sobrenombre de «Bacalao».
Es muy probable que el nombre de «Bacalhoa», por el cual vino a ser conocida la antigua Quinta de Vila Fresca, en Azeitão, haya tenido origen en el hecho de que la mujer de Jerónimo Manuel también era llamada por el mismo sobrenombre sarcástico. La quinta quedó consagrada entre los tesoros artísticos de Portugal.
Habiendo, naturalmente, sufrido algunas modificaciones, en el paso de sus cinco siglos de existencia, conserva aún las bóvedas ojivales de sus tiempos más remotos, el palacio con ventanas al estilo renacentista, los cubelos representativos de la Vía Sacra y elementos cerámicos decorativos del siglo XVI. En los azulejos se encuentra la fecha de 1565 y la firma del ceramista Francisco de Matos. Medallones de fayenza de origen flamenco enmarcan bustos de significación histórica.
En 1936, el Palacio de la Bacalhoa fue comprado y restaurado por una norteamericana, Orlena Scoville, cuyo nieto tomó como misión en la década de 1970 convertir la quinta en uno de los mayores productores de vino de Portugal.
Actualmente la Quinta da Bacalhoa pertenece a la Fundación Berardo, liderada por la familia Berardo, la novena más rica de Portugal, cuyo patriarca es el madeirense Joe Berardo. Fue clasificada por el Instituto Português do Património Arquitetónico como Monumento Nacional en 1996.